# Saint-Fromond
Saint-Fromond är en kommun i departementet Manche i regionen Normandie i norra Frankrike. Kommunen ligger i kantonen Saint-Jean-de-Daye som tillhör arrondissementet Saint-Lô. År 2022 hade Saint-Fromond 749 invånare.

## Befolkningsutveckling
Antalet invånare i kommunen Saint-Fromond
| Referens: INSEE |